# サイディング・スプリング彗星 (C/2013 A1)
サイディング・スプリング彗星（サイディング・スプリングすいせい、Comet Siding Spring）とは、非周期彗星の1つである。2014年10月19日に火星に衝突する可能性があった彗星である。彗星の命名規則による仮符号は C/2013 A1 。

## 概要
サイディング・スプリング彗星は、2013年1月3日にサイディング・スプリング天文台にてロバート・マックノートによって発見された。仮符号の C/2013 A1 は、この彗星が2013年中に発見された最初の彗星であることを示している。過去の観測結果を調べた結果、実際にはカタリナ・スカイサーベイによって2012年12月8日に4回観測されていたことが分かっている。この観測結果によって、軌道要素が決定された。現在では2012年10月4日まで観測結果がさかのぼられている。
発見時のサイディング・スプリング彗星はうさぎ座の方向にあり、明るさは18.6等級と、肉眼で見える明るさの1万分の1以下しかないくらい天体であった。

## 軌道の性質
サイディング・スプリング彗星は、近日点距離が2億0938万km (1.3996AU) と推定されている彗星である。離心率は1を超えており、非周期彗星に分類される。サイディング・スプリング彗星は2014年10月25日に太陽に最も接近する。摂動により軌道が変化しない限り、太陽系の中心部に入り込むのは2014年の近日点通過が最初で最後である。この軌道の性質から、サイディング・スプリング彗星は非周期彗星であると推定されている。また、オールトの雲に起源を持つと考えられる。

## 物理的性質
サイディング・スプリング彗星の核の絶対等級は10.3等級と推定されており、核の直径は約50kmと推定されている。

## 2014年の火星との接近
近日点通過前の2014年10月19日18時51分 (UTC) に、サイディング・スプリング彗星は火星に最も接近する。この接近の際、火星に衝突する可能性がわずかながらあった。
2013年4月8日に出された、185日間の246回の観測結果によれば、サイディング・スプリング彗星はもっと遠い場合で火星から約29万8000km (0.00199AU) のところを通過すると考えられている。しかし、もっと接近する可能性もあり、最小距離は火星の中心から8800km (0.000059AU) である。これは、火星表面からわずか5400kmのところを通過することを意味している。もっとも最適な値では、最接近距離はわずか約11万4000km (0.00076AU) であると考えられている。7回目までの発表された値では、最小接近距離は0であった。ちなみに、火星の衛星のうち、内側を公転するフォボスの軌道長半径は9377.2km、外側を公転するダイモスの軌道長半径は2万3460kmである。仮に衝突すれば、衝突エネルギーは20ペタトン (8 × 1025J) と、リトルボーイの1兆倍、ツァーリ・ボンバの4億倍のエネルギーが放たれ、直径500km、深さ2kmのクレーターが生ずると考えられている。
| 観測日数 | 最小距離              | 最良距離             | 最大距離             | 最接近時刻 (UTC) |
| -------- | --------------------- | -------------------- | -------------------- | ---------------- |
| 44日     | 0                     | 88万km (0.0059AU)    | 360万km (0.024AU)    | 10:26            |
| 58日     | 0                     | 37万km (0.0025AU)    | 180万km (0.012AU)    | 15:50            |
| 74日     | 0                     | 11万km (0.0007AU)    | 118万km (0.0079AU)   | 21:00            |
| 148日    | 0                     | 5.2万km (0.00035AU)  | 31.7万km (0.00212AU) | 19:28            |
| 154日    | 0                     | 10.9万km (0.00073AU) | 34.6万km (0.00231AU) | 18:50            |
| 162日    | 0                     | 11.8万km (0.00079AU) | 33.8万km (0.00226AU) | 18:45            |
| 171日    | 0                     | 12.0万km (0.00080AU) | 33.8万km (0.00226AU) | 18:44            |
| 185日    | 0.88万km (0.000059AU) | 11.4万km (0.00076AU) | 29.8万km (0.00199AU) | 18:51            |
| 201日    | 1.01万km (0.000068AU) | 11.9万km (0.00080AU) | 27.8万km (0.00186AU) | 18:45            |

まだ軌道要素の不確かさが大きい時、サイディング・スプリング彗星の火星に対する最接近距離を求めるのは困難であった。3月5日時点で、NASAは衝突確率を0.17%（600分の1）以下と見込んでおり、その後のデータで衝突可能性をゼロに出来ると見ていた。別の推定では、衝突可能性は0.2%から0.08%と計算していた。衝突しない場合、火星軌道まで接近すれば彗星としての活動が活発になることが予想され、火星探査機によってこの彗星を観測・撮影できる可能性がある。火星から見た明るさは-8等級から-8.5等級に達する可能性がある。ただし、火星の近傍を彗星が通過したとしても、彗星が放出したミリサイズの粒子が火星の大気圏に突入し、流星群となるのには時間がかかると考えられている。これは、火星に対する相対速度が秒速約1mと極めて遅いためである。仮に火星から11万4000kmのところを通過した場合、火星に到達するのに3年半以上かかる。サイディング・スプリング彗星はオールトの雲が起源と考えられているため、短周期彗星のように揮発性成分が枯渇しておらず、明るくなると考えられている。
サイディング・スプリング彗星の火星への接近時の相対速度は約55.96km/sである。仮に衝突する場合、この速度で火星に衝突することとなる。これほどまでに速いのは、サイディング・スプリング彗星が火星に対して逆行軌道を持っており、また、近日点距離が火星軌道とほぼ接しているため、ほぼ正面衝突に近い形で衝突するためである。
なお、火星の衛星で外側を公転するダイモスには、最適な値で約10万3000km、最小で約6000kmまで接近すると考えられている。

## 類似の天文現象
火星に対して天体が衝突する可能性が示されたのはこれが初めてではなく、2007年11月20日に発見された小惑星2007 WD5が前例としてある。2007 WD5は当初2008年1月30日に火星に衝突する可能性が示されたが、実際には2008年1月9日に衝突しないことが分かり、実際に衝突せず火星から約2万6000km (0.00018AU) のところを通過した。
また、彗星が天体に衝突する現象は、1994年7月16日から7月22日にかけて木星に衝突したシューメーカー・レヴィ第9彗星がある。